# Xã Hickory Grove, Quận Warren, Missouri
Xã Hickory Grove (tiếng Anh: Hickory Grove Township) là một xã thuộc quận Warren, tiểu bang Missouri, Hoa Kỳ. Năm 2010, dân số của xã này là 9.326 người.